# Juan Alfonso García
Juan Alfonso García García (Los Santos de Maimona; 4 de agosto de 1935-Granada; 17 de mayo de 2015) fue un sacerdote, compositor y organista español.

## Biografía

### Infancia y juventud
Nació en 1935 en Los Santos de Maimona, Badajoz, localidad donde pasó su infancia. En 1946, se instaló con su familia en Íllora, Granada, y ese mismo año, inicia la carrera eclesiástica. En el seminario, tuvo la oportunidad de conocer a Valentín Ruiz Aznar, a la sazón maestro de capilla de la Catedral de Granada, quien inició al joven en el conocimiento de la música y, con el tiempo, acabó convirtiéndose en una de las figuras más importantes en la vida y la carrera de García. Prosiguió sus estudios musicales en la Escuela Superior de Música Sagrada de Madrid, donde se formó en el canto gregoriano con los maestros Samuel Rubio y Vicente Pérez Jorge.
En 1958, García fue ordenado sacerdote y accedió por oposición al cargo de organista titular de la Catedral de Granada, que ejerció desde entonces hasta su fallecimiento. Al año siguiente, fue nombrado profesor de música del Seminario Mayor de Granada, ejerciendo la enseñanza en este centro hasta 1970. Ya en 1961, asumió la dirección de la Cátedra Manuel de Falla, la temporada de conciertos de la Universidad de Granada, actividad que combinó con la docencia, impartiendo en el Departamento de Arte de la Facultad de Filosofía y Letras. De esta época es su primera obra para piano, titulada Tres movimientos de danza (1962).

### Etapa de madurez
En el año 1971, García fue elegido académico numerario de la Real Academia de Bellas Artes de Nuestra Señora de las Angustias, convirtiéndose en secretario general de la institución, puesto que ocupó hasta 1981, en que fue nombrado consiliario primero. En 1976, fue elegido académico correspondiente de la Real Academia de Bellas Artes de San Fernando y fue designado comisario del Festival Internacional de Música y Danza de Granada, cargo que desempeñó durante dos años. Un año más tarde, en 1977, García renunció a la dirección de la cátedra, siendo designado su director honorífico, y entró a formar parte del Patronato de la Casa-Museo Manuel de Falla, en el que se mantuvo hasta 1980.
En 1981 compuso Paraíso cerrado, un encargo del Festival Internacional de Música y Danza de Granada, que fue estrenado por la Orquesta y Coro Nacionales de España bajo el liderazgo de Cristóbal Halffter en la edición del año siguiente, con gran éxito de público y crítica. En 1984, fue elegido académico correspondiente de la Real Academia de Bellas Artes de Santa Isabel de Hungría. Entre 1986 y 1988, se embarcó en la composición del oratorio Cántico espiritual, sobre los versos de San Juan de la Cruz; su estreno absoluto se realizó en el Auditorio Manuel de Falla en los Festivales de Granada del año 1993 y corrió a cargo de la Orquesta Sinfónica del Principado de Asturias y el Coro Nacional de España bajo la dirección de Jesse Levine. En 1982 se produjo la première en el Teatro Real de Madrid de la orquestación efectuada por Francisco Guerrero de la pieza para órgano titulada Epíclesis I, interpretada por la Orquesta Sinfónica de RTVE bajo la batuta de Miguel Ángel Gómez Martínez; en la edición de los Festivales de Granada del año 2000, volvió a ejecutarse la obra, en esta ocasión por parte de la Orquesta Sinfónica de Londres, con Jesús López Cobos al frente.

### Última etapa
En 2007 concluyó su Cuarteto de cuerda, así como Contrapunto, su última obra para piano, que fue estrenada en 2010 por el pianista Juan Antonio Higuero en un concierto en el que se ejecutaron sus obras completas para este instrumento. También en 2007 se estrenó en el Festival Manuel de Falla de Cádiz su pieza Epitafio a Manuel Castillo por la Orquesta Manuel de Falla bajo la dirección de José María Sánchez-Verdú.
En el año 2009, la Orquesta Filarmónica de Málaga, bajo la batuta de Juan Luis Pérez, estrenó Nunc dimittis y la versión orquestal de su Epíclesis II. Al año siguiente, se publicó la integral de su producción musical entre 1955 y 2005, bajo el título de Siete partitas corales y 14 piezas barrocas para órgano. En 2013, el Cuarteto Bretón estrenó su Cuarteto de cuerda en el Auditorio Manuel de Falla.
Falleció en Granada el 17 de mayo de 2015, tras una larga enfermedad renal. Fue sepultado en la cripta de la catedral de Granada.
A lo largo de su vida, García combinó el ejercicio de la composición con una intensa actividad concertística como organista, en distintos ciclos de toda España. Además, fue autor de varios ensayos y escribió artículos para las revistas Tesoro Sacro Musical y Melodías. Además, tuvo gran importancia su faceta como docente, siendo profesor de compositores tan importantes como Francisco Guerrero, José García Román, Ricardo Rodríguez Palacios, Manuel Hidalgo o José María Sánchez-Verdú.

## Obra
La obra musical de Juan Alfonso García comprende más de medio millar de composiciones en las que predominan las influencias estilísticas de Valentín Ruiz Aznar y Manuel de Falla. En ella, predomina la música sacra, tanto en latín —fundamentalmente misas, antífonas, cantatas, himnos, motetes y responsorios— como en español. Su producción instrumental es menor en cantidad, aunque también muy valiosa, y comprende únicamente obras para órgano y piano, así como un cuarteto de cuerda. Entre sus obras, destacan:
- 1962: Tres movimientos de danza, para piano solo, como homenaje a Manuel de Falla, Enrique Granados e Isaac Albéniz (revisada en 1976)
- 1976: Variaciones, para piano solo
- 1976: Epíclesis II, para órgano solo, dedicada a Manuel de Falla (arreglada para orquesta sinfónica en 1997; orquestación revisada en 2009)
- 1977: Toccata, para piano solo, considerada su obra cumbre para este instrumento, así como la más larga, vistuosística y vanguardista
- 1978: Preghiera semplice di Santo Francesco, para coro a cuatro y seis voces mixtas, con acompañamiento de órgano (arreglada para orquesta de cuerda en 2004)
- 1982: Paraíso cerrado, cantata para coro y orquesta, sobre texto de Pedro Soto de Rojas
- 1986-1988: Cántico espiritual, oratorio para cuatro voces, coro mixto y orquesta, sobre texto de San Juan de la Cruz
- 1987: Nisi granum frumenti, para coro a cuatro y siete voces mixtas, sobre un pasaje del Evangelio de San Juan; la obra fue dedicada a Emilio Orozco
- 1990: Tríptico
- 2006: Epitafio, en memoria de Manuel Castillo
- 2007: Contrapunto, para piano solo
- 2007: Cuarteto de cuerda
- 2009: Nunc dimittis, para coro mixto y orquesta sinfónica, sobre un pasaje del Evangelio de San Lucas

## Distinciones

### Premios
- Premio Aldaba ( España, 1991) —otorgado por la Casa de los Tiros—.
- Premio Andalucía de la Música ( España, 1991).

### Honores
- Nombramiento como Hijo Adoptivo de Granada (2009).

### Galardones
- Medalla de Honor del Festival Internacional de Música y Danza de Granada ( España).
- Medalla de Oro al Mérito del Ayuntamiento de Granada ( España).

### Citas
1. 1 2  Granada, R. C. (18 de mayo de 2015). «Fallece Juan Alfonso García, uno de los grandes de la música litúrgica». Granada Hoy. Consultado el 26 de agosto de 2017.
2. 1 2 3 4 5 6  Prensa (18 de mayo de 2015). «Juan Alfonso García, In Memoriam». Festival Internacional de Música y Danza de Granada. Archivado desde el original el 26 de agosto de 2017. Consultado el 26 de agosto de 2017.